# Juan Cazorla Pedrero
Juan Cazorla Pedrero, dit Tom Mix (Cartagena, 24 de gener de 1920 – Barquisimeto, 27 de novembre de 2005) fou un anarquista, anarcosindicalista i guerriller antifranquista espanyol.

## Biografia

### En la Revolució Espanyola (1936-1945)
Pedrero va néixer a Cartagena (Múrcia), però aviat es va establir a Catalunya, on es va unir a les Joventuts Llibertàries de la Torrassa.
Al començament de la Guerra Civil espanyola, va lluitar en la Columna Roja i Negra. Després dels fets de maig de 1937 va ser tancat a la presó Model de Barcelona. A aquesta experiència d'internament va seguir-ne una altra uns anys més tard: durant l'exili a França, Cazorla Pedrero va ser capturat pels nazis i tancat al camp de concentració de Mauthausen, del qual en va sortir el 1945, amb l'Alliberament.

### Els maquis i la FAI a l'exili (1945-1961)
Va tornar a treballar immediatament, en participar en la lluita llibertària contra el franquisme. Com a membre de la Secretaria de Defensa del Comitè de Peninsular de la FAI i de les FIJL, Tom Mix va transformar la seva casa al barri de Collblanc en la impremta clandestina de Tierra y Libertad; exhibí tres banderes de la FAI a algunes terrasses de la Torrassa; el 31 de maig de 1947 va assistir a una acció directa a Granollers amb el camarada Ramon González Sanmartí, anomenat el Nano, o el Nano de Granollers.
1947 va ser també l'any de la creació del Moviment Llibertari de Resistència, una organització que pretenia ser component armat de l'anarcosindicalisme espanyol. Cazorla Pedrero es va unir-hi, juntament amb molts altres anarquistes com Josep Lluís i Facerias i Celedonio García Casino; amb aquests dos companys, i amb Francesc Ballester Orovitg i Domènec Ibars Joanies, Tom Mix va robar un banc a Barcelona, al desembre de 1947.
El 13 de maig de 1948, un parany de la policia agafà per sorpresa Cazorla Pedrero quan anava a una cita, acompanyat de Raúl Carballeira Lacunza, que va resultar ferit i Ramon González Sanmartí, que va caure mort d'un tret al front. Cazorla, també mal ferit, va poder fugir i va ser curat per Josep Pujol i Grua, el metge llibertari que havia estat company seu a la Columna Roja i Negra, i al cap de poc temps ja va poder participar en un'altra acció d'expropiació.
El 15 d'agost Cazorla Pedrero va travessar la frontera amb un grup liderat per Francisco Denis Diez, expert organitzador dels passos entre els Pirineus. Un cop a França, va tornar a treballar amb les organitzacions llibertàries a l'exili: va ingressar a la Comissió de Defensa de la CNT de Tolosa, el 1951, es va convertir en membre de la Comissió de Relacions de la FAI de Josep Borràs Cascarosa. Però l'activisme anarquista va gaudir poc temps de la indulgència de l'Estat francès. Juan Pedrero Cazorla va ser expulsat del país el 1961 i es va traslladar a Veneçuela, a la ciutat de Caracas.

### A Veneçuela (1961-2005)
A Caracas es va formar un grup de la Federació Anarquista Ibèrica compost per Tom Mix, Francisco Portela i Pablo Beinages. En aquests anys Pedrero, amb el pseudònim “Isidro Maltrana”, col·laborà amb moltes revistes i publicacions llibertàries (Cenit, Solidaridad Obrera, Ekintza Zuzena...), de manera que fou responsable de la Secreteria de Propaganda de la CNT a l'exili.
A la mort de Franco, va tornar algunes vegades a Espanya. Malgrat les dificultats econòmiques amb les que va haver de fer front els últims anys, Cazorla Pedrero sempre va denegar qualsevol tipus d'ajuda financera de l'Estat. Va morir a Veneçuela, a Barquisimeto, el 25 de novembre de 2005.